# Halálozások 1902-ben
Ez a szócikk az 1902-es évben elhunyt nevezetes személyeket sorolja fel.

## Ismeretlen hónap
| Dátum          | Név | Foglalkozás / tisztség | Kor | Forrás |
| -------------- | --- | ---------------------- | --- | ------ |
| Ismeretlen nap | —   | —                      | 0—  | —      |

## December
| Dátum        | Név                  | Foglalkozás / tisztség                    | Kor | Forrás |
| ------------ | -------------------- | ----------------------------------------- | --- | ------ |
| december 17. | Martín Tovar y Tovar | venezuelai festő                          | 075 |        |
| december 7.  | Thomas Nast          | amerikai karikaturista és képregényalkotó | 062 |        |

## November
| Dátum        | Név                    | Foglalkozás / tisztség                 | Kor | Forrás |
| ------------ | ---------------------- | -------------------------------------- | --- | ------ |
| november 22. | Friedrich Alfred Krupp | német iparos, fegyvergyáros, politikus | 048 |        |
| november 22. | Gaetano Aloisi Masella | olasz római katolikus pap, bíboros     | 076 |        |

## Október
| Dátum       | Név                    | Foglalkozás / tisztség                    | Kor | Forrás |
| ----------- | ---------------------- | ----------------------------------------- | --- | ------ |
| október 28. | Kate Austin{{          | amerikai feminista és anarchista újságíró | 038 |        |
| október 26. | Elizabeth Cady Stanton | amerikai polgárjogi és női jogi aktivista | 086 |        |

## Szeptember
| Dátum          | Név                | Foglalkozás / tisztség | Kor | Forrás |
| -------------- | ------------------ | ---------------------- | --- | ------ |
| szeptember 23. | Alexis Damour      | francia ásványkutató   | 094 |        |
| szeptember 23. | John Wesley Powell | amerikai geológus      | 068 |        |

## Augusztus
| Dátum         | Név                     | Foglalkozás / tisztség                              | Kor | Forrás |
| ------------- | ----------------------- | --------------------------------------------------- | --- | ------ |
| augusztus 24. | Juan Bautista Egusquiza | paraguayi katonatiszt, politikus, elnök (1894–1898) | 056 |        |
| augusztus 23. | Henryk Siemiradzki      | lengyel festő                                       | 058 |        |
| augusztus 8.  | John Henry Twachtman    | amerikai impresszionista festő                      | 049 |        |

## Július
| Dátum      | Név                    | Foglalkozás / tisztség         | Kor | Forrás |
| ---------- | ---------------------- | ------------------------------ | --- | ------ |
| július 22. | Mieczysław Ledóchowski | lengyel katolikus pap, bíboros | 079 |        |
| július 18. | Szaigó Cugumicsi       | japán katonatiszt és politikus | 059 |        |

## Június
| Dátum      | Név            | Foglalkozás / tisztség | Kor | Forrás |
| ---------- | -------------- | ---------------------- | --- | ------ |
| június 16. | Ernst Schröder | német matematikus      | 060 |        |

## Május
| Dátum    | Név               | Foglalkozás / tisztség                                 | Kor | Forrás |
| -------- | ----------------- | ------------------------------------------------------ | --- | ------ |
| május 7. | Agostino Roscelli | szentté avatott olasz római katolikus pap, rendalapító | 083 |        |
| május 5. | Bret Harte        | amerikai író                                           | 065 |        |

## Április
| Dátum      | Név          | Foglalkozás / tisztség     | Kor | Forrás |
| ---------- | ------------ | -------------------------- | --- | ------ |
| április 5. | Hans Buchner | német orvos, bakteriológus | 051 |        |

## Március
| Dátum       | Név                        | Foglalkozás / tisztség                                                   | Kor | Forrás |
| ----------- | -------------------------- | ------------------------------------------------------------------------ | --- | ------ |
| március 23. | Jakob Missia               | szlovéniai római katolikus pap, Ljubljana püspöke, 1898-tól szlovénérsek | 063 |        |
| március 19. | Manuel Antonio Sanclemente | kolumbiai katonatiszt, politikus, elnök (1898–1900)                      | 088 |        |
| március 11. | Friedrich Engelhorn        | német vállalkozó, üzletember, a BASF alapítója                           | 080 |        |

## Február
| Dátum       | Név          | Foglalkozás / tisztség | Kor | Forrás |
| ----------- | ------------ | ---------------------- | --- | ------ |
| február 26. | Sophie Sager | svéd író, feminista    | 076 |        |

## Január
| Dátum      | Név                    | Foglalkozás / tisztség             | Kor | Forrás |
| ---------- | ---------------------- | ---------------------------------- | --- | ------ |
| január 18. | Donato Maria Dell'Olio | olasz római katolikus pap, bíboros | 054 |        |
| január 14. | Cato Guldberg          | norvég matematikus, fizikus        | 065 |        |